# 酰肼
酰肼（Hydrazide）是一类通式为(R1=O)R2-N-N-R3R4的有机含氮化合物，是肼类的酰基取代物。它们可以通过肼及衍生物与酰氯或酯反应制备：
RC(=O)Cl + H2NNR'2 → RC(=O)NHNR'2
RC(=O)OCH3 + H2NNR'2 → RC(=O)NHNR'2
酰肼与亚硝酸或亚硝酸酯加热时反应，生成酰基叠氮，发生Curtius重排反应转化为异氰酸酯，水解得到少一个碳的胺：
RC(=O)NHNH2 + HNO2 → [RC(=O)N3] → R-N=C=O
最简单的酰肼是甲酰肼。
常见的酰肼有：对甲苯磺酰肼（1）、1,3,5-三异丙基苯磺酰肼（2）、异烟肼（3）、N,N'-二乙酰肼（4）、苯磺酰肼（5）、乙酰肼（6），见下图。醛酮转化为烯烃的Shapiro反应中也使用到了对甲苯磺酰肼。